# Frank Sinatra

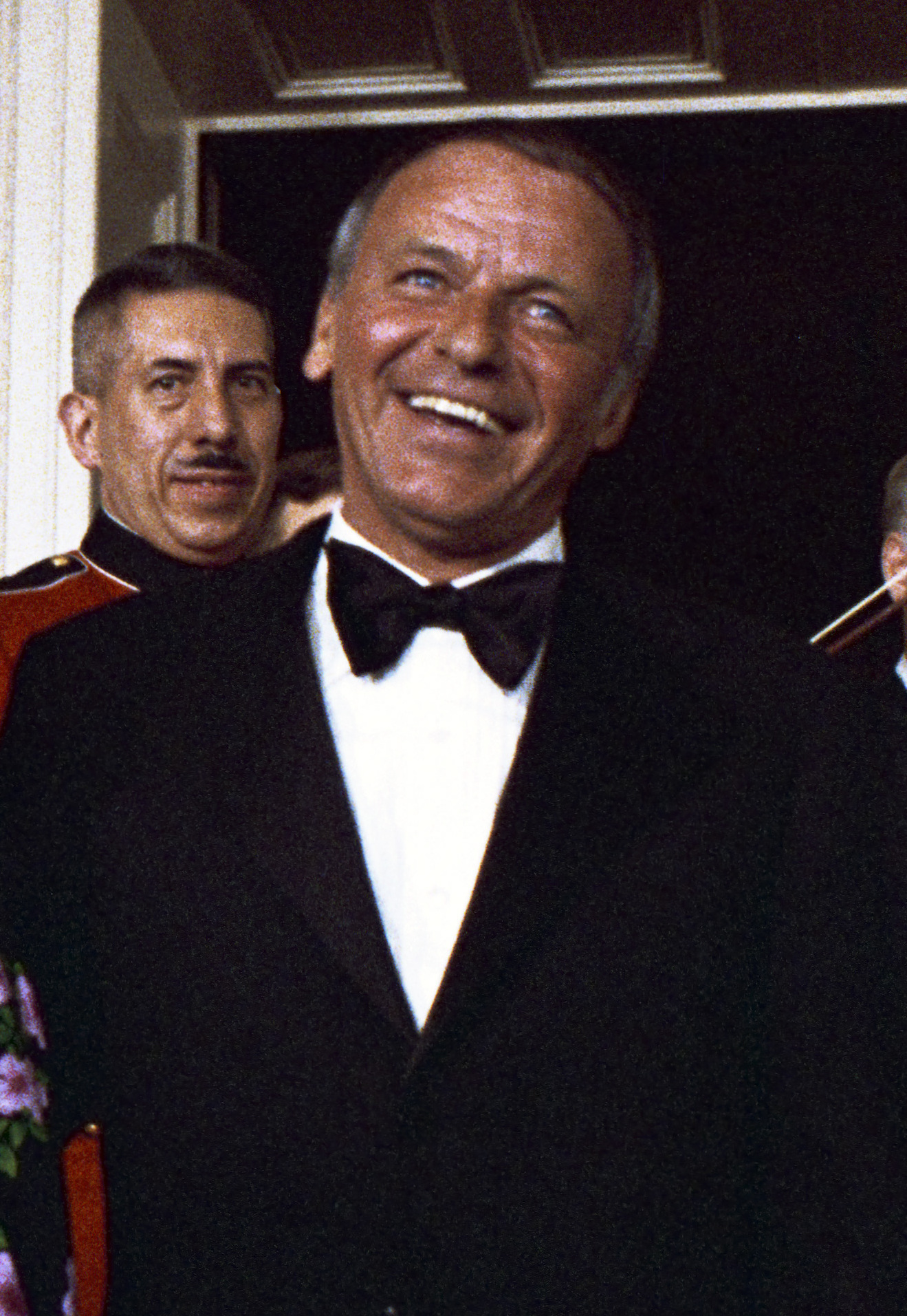
Frank Sinatra in het Witte Huis, 1973

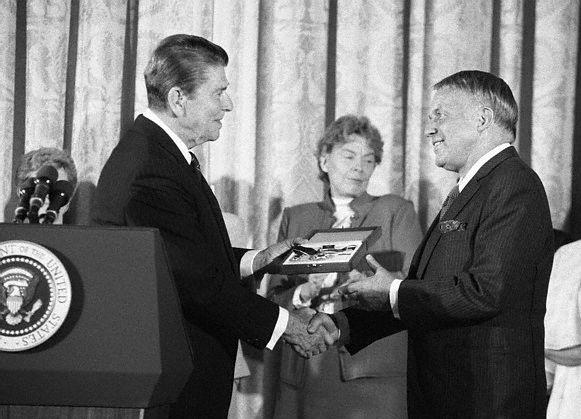
President Ronald Reagan overhandigt de Medal of Freedom aan Frank Sinatra

Francis Albert Sinatra (Hoboken, New Jersey, 12 december 1915 – Los Angeles, 14 mei 1998) was een Amerikaans zanger, acteur, filmproducent en filmregisseur. Vanwege zijn onmiddellijk herkenbare stem, die niet alleen krachtig en charismatisch wordt genoemd maar ook nostalgisch en teder, kreeg Sinatra de bijnaam The Voice.

## Biografie

### Loopbaan
Frank Sinatra, geboren in Hoboken (New Jersey), besloot zanger te worden nadat hij Bing Crosby op de radio had gehoord. Hij begon in kleine clubs in New Jersey en kwam op die manier onder de aandacht van trompettist en bandleider Harry James. Na een korte periode met James sloot hij zich aan bij het Tommy Dorsey Orchestra, en na zijn debuut met hen in 1940 werd hij beroemd als zanger. Hij had een grote aantrekkingskracht op de tieners van die tijd (de zogenoemde bobby soxers), die een heel nieuw publiek waren voor populaire muziek. Deze muziek was tot dan toe voorbehouden aan volwassenen, en Sinatra werd zo het eerste tieneridool. In 1943 tekende Sinatra een contract bij Columbia Records. Voor deze platenmaatschappij zou hij zes albums maken.
In 1941 maakte Sinatra zijn filmdebuut met een kort zingend optreden in de film Las Vegas Nights. In 1944 werd hij voor het eerst voor grotere rollen gecast in de films Higher and Higher en Step Lively. In 1945 oogstte Sinatra succes met zijn rol in de musical Anchors Aweigh waarin optrad naast Gene Kelly en Kathryn Grayson. Deze film won meerdere Oscars. In 1949 speelde Sinatra in de films Take me out to the ball game en On the Town, opnieuw musicals met Gene Kelly.
Begin jaren vijftig ging het bergafwaarts met Sinatra’s populariteit. In 1953 behaalde hij echter opnieuw groot succes met de film From Here to Eternity. De film werd genomineerd voor 13 Oscars, waarvan het er 8 won. Daarvan won Sinatra de Oscar voor beste mannelijke bijrol. Sinatra verscheen daarna nog in meer dan veertig verschillende films, waaronder de veelgeprezen films The Man with the Golden Arm en The Manchurian Candidate.
In 1953 tekende Sinatra bij Capitol Records. Bij deze platenmaatschappij zou hij enkele van zijn (in artistiek opzicht) meest gewaardeerde albums maken, waaronder In the wee small hours in 1955, Songs for swingin'n lovers! in 1956 en Frank Sinatra sings for only the lonely in 1958. In 1959 won het album Come dance with me! een Grammy Award voor beste album van het jaar. De albums bij Capitol werden eerst geproduceerd door Voyle Gilmore en later door Dave Cavanaugh. De arrangementen waren vaak van Nelson Riddle.
Eind jaren vijftig was Sinatra in toenemende mate ontevreden over Capitol en in 1960 richtte hij zijn eigen platenlabel Reprise Records op. Na albums van Sammy Davis jr. en enkele andere vrienden, was het eerste album van Sinatra dat op dit label verscheen Ring-a-ding-ding! uit 1961, al verschenen daarna in 1961 en 1962 ook nog drie albums bij Capitol Records. In 1965 verscheen bij Reprise het alom gewaardeerde album September of my years, waarvoor Sinatra in 1966 wederom een Grammy Award won, evenals voor het album A man and his music in 1967. Veel albums van Sinatra die werden uitgebracht bij Reprise werden geproduceerd door Sonny Burke.
In de jaren vijftig en zestig was Sinatra een populaire attractie in Las Vegas. Hij was bevriend met Dean Martin, Sammy Davis jr., Peter Lawford en Joey Bishop. Samen vormden zij de Rat Pack – een losse groep muzikanten en zangers die vrienden waren en samen feestvierden. Samen met andere Rat Pack-leden speelde hij in een aantal films, waaronder Ocean's 11, Sergeants 3 en Robin and the 7 Hoods.
Sinatra werkte op de albums Sinatra–Basie: An historic musical first (1962), It might as well be swing (1964) en het livealbum Sinatra at the Sands (1966) samen met orkestleider Count Basie en diens band. Op die albums verzorgde Quincy Jones enkele arrangementen en op het livealbum dirigeerde Jones het orkest. Quincy Jones zou bijna twee decennia later het in 1984 uitgebrachte album L.A. is my lady (1984) produceren, Sinatra’s laatste solo-album.
In 1992 keerde Sinatra terug bij Capitol Records, op welk label in 1993 en 1994 resp. de albums Duets en Duets II werden uitgebracht, Sinatra’s laatste studiowerk. De albums bevatten een serie duetten met diverse artiesten, waaronder Aretha Franklin, Barbra Streisand, Charles Aznavour, Willie Nelson en Bono. Van alle duetten werden de partijen separaat opgenomen, waardoor Sinatra geen van zijn duetpartners in de studio heeft gezien.

### Privéleven
Sinatra was achtereenvolgens getrouwd met Nancy Barbato (1939-1951), Ava Gardner (1951-1957), Mia Farrow (1966-1968) en Barbara Blakeley (vanaf 1976 tot aan zijn dood in 1998). Met Barbato (1917-2018) kreeg hij dochters Nancy (1940) en Tina (1948) en zoon Frank jr. (1944-2016).

### Overlijden
Sinatra overleed in 1998 op 82-jarige leeftijd aan een hartaanval. Zijn laatste woorden waren: "I'm losing", verwijzend naar zijn gevecht om in leven te blijven. Sinatra is begraven in het Desert Memorial Park in Cathedral City, Palm Springs, Californië.
Op zijn grafsteen staat de tekst "The Best Is Yet to Come", een lied dat hij in 1964 opnam met Count Basie en tevens het laatste lied was dat hij in het openbaar zong in 1995.

## Prijzen en eerbetoon
Frank Sinatra verwierf onder andere de volgende prijzen en erkenningen:
- 1946: Speciale Golden Globe voor "Promoted Good Will" voor de film "The House I Live In"
- 1953: Oscar voor beste mannelijke bijrol in de film "From Here to Eternity"
- 1954: Golden Globe voor beste mannelijke bijrol in de film "From Here to Eternity"
- 1958: Golden Globe voor beste acteur comedy in de film "Pal Joey"
- 1959: Grammy Award voor beste opname "Frank Sinatra Sings for Only the Lonely"
- 1959: Grammy Award voor album van het jaar "Come Dance with Me"
- 1959: Grammy Award beste mannelijke stem met het album "Come Dance with Me"
- 1959: Speciale Grammy Award voor "Artists & Repertoire Contribution" voor het album "Come Dance with Me"
- 1963: Golden Globe voor beste acteur comedy in de film "Come Blow Your Horn"
- 1965: Emmy Award voor zijn tv-special "Frank Sinatra: A Man and His Music"
- 1966: Grammy Lifetime Achievement Award
- 1966: Grammy Award voor beste album "September of My Years"
- 1966: Grammy Award voor beste mannelijke stem voor "It Was a Very Good Year"
- 1967: Grammy Award voor beste opname "Strangers in the Night"
- 1967: Grammy Award voor beste album "A Man and His Music"
- 1967: Grammy Award voor beste mannelijke stem voor "Strangers in the Night"
- 1971: Golden Globe voor beste acteur in de film "Pal Joey"
- 1971: Golden Globe "Lifetime Cecil B. DeMille" Award voor zijn carrière
- 1979: Grammy Trustees Award
- 1985: Presidential Medal of Freedom
- 1995: Grammy Legend Award
- 1996: Grammy Award voor beste traditionele popmuziek voor het album "Duets II"
- 1997: Congressional Gold Medal
- 3 sterren op de Hollywood Walk of Fame (muziek, film en tv)

## Discografie

### Albums
| Album met eventuele hitnotering(en) in de Nederlandse Album Top 100               | Datum van verschijnen | Datum van binnenkomst | Hoogste positie | Aantal weken | Opmerkingen                                                      |
| --------------------------------------------------------------------------------- | --------------------- | --------------------- | --------------- | ------------ | ---------------------------------------------------------------- |
| The voice of Frank Sinatra                                                        | 1946                  | -                     |                 |              | Studioalbums voor Columbia Records                               |
| Songs by Sinatra                                                                  | 1947                  | -                     |                 |              | Studioalbums voor Columbia Records                               |
| Christmas songs by Frank Sinatra                                                  | 1948                  | 19-12-2020            | 12              | 10           | Studioalbums voor Columbia Records                               |
| Frankly sentimental                                                               | 1949                  | -                     |                 |              | Studioalbums voor Columbia Records                               |
| Dedicated to you                                                                  | 1950                  | -                     |                 |              | Studioalbums voor Columbia Records                               |
| Sing and dance with Frank Sinatra                                                 | 1950                  | -                     |                 |              | Studioalbums voor Columbia Records                               |
| Songs for young lovers                                                            | 1954                  | -                     |                 |              | Studioalbums voor Capitol Records                                |
| Swing Easy!                                                                       | 1954                  | -                     |                 |              | Studioalbums voor Capitol Records                                |
| In the wee small hours                                                            | 1955                  | -                     |                 |              | Studioalbums voor Capitol Records                                |
| High society                                                                      | 1956                  | -                     |                 |              | Soundtrack album met Bing Crosby, Louis Armstrong en Grace Kelly |
| Songs for swingin' lovers!                                                        | 1956                  | -                     |                 |              | Studioalbum voor Capitol Records                                 |
| Close to you                                                                      | 1957                  | -                     |                 |              | Met de Hollywood String Quartet                                  |
| A swingin' affair!                                                                | 1957                  | -                     |                 |              | Studioalbums voor Capitol Records                                |
| Where are you?                                                                    | 1957                  | -                     |                 |              | Studioalbums voor Capitol Records                                |
| A jolly Christmas from Frank Sinatra                                              | 1957                  | 16-12-2020            | 26              |              | Studioalbums voor Capitol Records                                |
| Come fly with me                                                                  | 1958                  | -                     |                 |              | Studioalbums voor Capitol Records                                |
| Frank Sinatra sings for only the lonely                                           | 1958                  | -                     |                 |              | Studioalbums voor Capitol Records                                |
| Come dance with me!                                                               | 1959                  | -                     |                 |              | Studioalbums voor Capitol Records                                |
| Look to Your Heart                                                                | 1959                  | -                     |                 |              | Studioalbums voor Capitol Records                                |
| No one cares                                                                      | 1959                  | -                     |                 |              | Studioalbums voor Capitol Records                                |
| Nice 'n' easy                                                                     | 1960                  | -                     |                 |              | Studioalbums voor Capitol Records                                |
| Sinatra's swingin' session!!!                                                     | 1961                  | -                     |                 |              | Studioalbums voor Capitol Records                                |
| Ring-a-ding-ding!                                                                 | 1961                  | -                     |                 |              | Eerste album voor Reprise Records                                |
| Come swing with me!                                                               | 1961                  | -                     |                 |              |                                                                  |
| Sinatra swings                                                                    | 1961                  | -                     |                 |              |                                                                  |
| I remember Tommy                                                                  | 1961                  | -                     |                 |              |                                                                  |
| Sinatra and strings                                                               | 1962                  | -                     |                 |              |                                                                  |
| Point of no return                                                                | 1962                  | -                     |                 |              |                                                                  |
| Sinatra and swingin' brass                                                        | 1962                  | -                     |                 |              |                                                                  |
| All alone                                                                         | 1962                  | -                     |                 |              |                                                                  |
| Sinatra sings great songs from Great Britain                                      | 1962                  | -                     |                 |              |                                                                  |
| Sinatra–Basie: An historic musical first                                          | 1962                  | -                     |                 |              | Met Count Basie                                                  |
| The Concert Sinatra                                                               | 1963                  | -                     |                 |              |                                                                  |
| Sinatra's Sinatra                                                                 | 1963                  | -                     |                 |              |                                                                  |
| Sinatra sings Days of wine and roses, Moon river, and other Academy Award winners | 1964                  | -                     |                 |              |                                                                  |
| America, I hear you singing                                                       | 1964                  | -                     |                 |              | Met Bing Crosby en Fred Waring                                   |
| Robin and the 7 hoods                                                             | 1964                  | -                     |                 |              | Met Bing Crosby, Dean Martin, Sammy Davis jr. en Peter Falk      |
| It might as well be swing                                                         | 1964                  | -                     |                 |              | Met Count Basie                                                  |
| 12 songs of Christmas                                                             | 1964                  | -                     |                 |              | Met Bing Crosby en Fred Waring                                   |
| Softly, as I leave you                                                            | 1964                  | -                     |                 |              |                                                                  |
| September of my years                                                             | 1965                  | -                     |                 |              |                                                                  |
| My kind of Broadway                                                               | 1965                  | -                     |                 |              |                                                                  |
| A man and his music                                                               | 1965                  | -                     |                 |              | Anthologiealbum met nieuwe opnames                               |
| Moonlight Sinatra                                                                 | 1966                  | -                     |                 |              |                                                                  |
| Strangers in the night                                                            | 1966                  | -                     |                 |              |                                                                  |
| Sinatra at the Sands                                                              | 1966                  | -                     |                 |              | Live album met Count Basie                                       |
| That's life                                                                       | 1966                  | -                     |                 |              |                                                                  |
| Francis Albert Sinatra & Antonio Carlos Jobim                                     | 1967                  | -                     |                 |              | Met Antonio Carlos Jobim                                         |
| The world we knew                                                                 | 1967                  | -                     |                 |              | Ook bekend als Frank Sinatra                                     |
| Francis A. & Edward K.                                                            | 1968                  | -                     |                 |              | Met Duke Ellington                                               |
| The Sinatra family wish you a merry Christmas                                     | 1968                  | -                     |                 |              |                                                                  |
| Cycles                                                                            | 1968                  | -                     |                 |              |                                                                  |
| My way                                                                            | 1969                  | -                     |                 |              |                                                                  |
| A man alone                                                                       | 1969                  | -                     |                 |              |                                                                  |
| Watertown                                                                         | 1970                  | -                     |                 |              |                                                                  |
| Sinatra & Company                                                                 | 1971                  | -                     |                 |              |                                                                  |
| Ol' blue eyes is back                                                             | 1973                  | -                     |                 |              |                                                                  |
| Some nice things I've missed                                                      | 1974                  | -                     |                 |              |                                                                  |
| 40 golden hits                                                                    | 1975                  | 05-07-1975            | 9               | 4            | Verzamelalbum                                                    |
| Trilogy: Past Present Future                                                      | 1980                  | -                     |                 |              |                                                                  |
| She shot me down                                                                  | 1981                  | -                     |                 |              |                                                                  |
| The voice                                                                         | 1983                  | 24-12-1983            | 14              | 6            | Verzamelalbum / Nr. 3 in de TV LP Top 15                         |
| New York, New York: His greatest hits                                             | 1983                  | -                     |                 |              | Verzamelalbum                                                    |
| L.A. is my lady                                                                   | 1984                  | 01-09-1984            | 21              | 5            |                                                                  |
| His best years                                                                    | 1987                  | 28-02-1987            | 33              | 7            | Verzamelalbum                                                    |
| The very best of Frank Sinatra                                                    | 1989                  | 11-02-1989            | 43              | 7            | Verzamelalbum                                                    |
| Love... - The very best of Frank Sinatra                                          | 1991                  | 25-05-1991            | 81              | 4            | Verzamelalbum                                                    |
| Duets                                                                             | 1993                  | 06-11-1993            | 13              | 14           |                                                                  |
| Duets II                                                                          | 1994                  | 26-11-1994            | 78              | 37           |                                                                  |
| Sinatra 80: All the best                                                          | 1997                  | 19-04-1997            | 72              | 4            | Verzamelalbum                                                    |
| My way: The best of Frank Sinatra                                                 | 1997                  | 13-12-1997            | 10              | 31           | Verzamelalbum                                                    |
| Romance                                                                           | 2002                  | 16-03-2002            | 11              | 18           | Verzamelalbum                                                    |
| Nothing but the best                                                              | 09-05-2008            | 31-05-2008            | 98              | 1            | Verzamelalbum                                                    |
| Sinatra: Best of the best                                                         | 11-11-2011            | 07-01-2012            | 54              | 4            | Verzamelalbum                                                    |

| Album met hitnotering(en) in de Vlaamse Ultratop 200 albums | Datum van verschijnen | Datum van binnenkomst | Hoogste positie | Aantal weken | Opmerkingen           |
| ----------------------------------------------------------- | --------------------- | --------------------- | --------------- | ------------ | --------------------- |
| My way: The best of Frank Sinatra                           | 1997                  | 20-12-1997            | 5               | 20           | Verzamelalbum Platina |
| Romance                                                     | 2002                  | 16-02-2002            | 11              | 5            | Verzamelalbum         |
| Romance: Songs from the heart                               | 2007                  | 24-02-2007            | 99              | 1            | Verzamelalbum         |
| Nothing but the best                                        | 2008                  | 24-05-2008            | 59              | 4            | Verzamelalbum         |
| Sinatra: Best of the best                                   | 2011                  | 03-12-2011            | 24              | 29           | Verzamelalbum         |
| Ultimate Sinatra                                            | 2015                  | 02-05-2015            | 72              | 16*          | Verzamelalbum         |
| A voice on air 1935-1955                                    | 2015                  | 19-12-2015            | 200             | 1            |                       |

### Singles
| Single met eventuele hitnotering(en) in de Nederlandse Top 40 | Datum van verschijnen | Datum van binnenkomst | Hoogste positie | Aantal weken | Opmerkingen                                    |
| ------------------------------------------------------------- | --------------------- | --------------------- | --------------- | ------------ | ---------------------------------------------- |
| Strangers in the night                                        | 1966                  | 04-06-1966            | 2               | 16           | Nr. 3 in de Single Top 100                     |
| That's life                                                   | 1966                  | 24-12-1966            | 17              | 7            |                                                |
| Somethin' stupid                                              | 1967                  | 25-03-1967            | 2               | 12           | met Nancy Sinatra / Nr. 1 in de Single Top 100 |
| The world we knew (Over and over)                             | 1967                  | 19-08-1967            | 19              | 9            |                                                |
| My way of life                                                | 1968                  | 02-11-1968            | 36              | 4            |                                                |
| Let me try again                                              | 1973                  | 15-12-1973            | 22              | 5            | Nr. 25 in de Single Top 100                    |
| Anytime (I'll be there)                                       | 1975                  | 24-05-1975            | top 23          | -            |                                                |
| I believe I'm gonna love you                                  | 1975                  | 27-09-1975            | 11              | 6            | Nr. 13 in de Single Top 100                    |
| Dry your eyes                                                 | 1977                  | 08-01-1977            | top 23          | -            |                                                |
| Theme from New York, New York                                 | 1980                  | 28-06-1980            | 5               | 10           | Nr. 7 in de Single Top 100                     |
| L.A. is my lady                                               | 1984                  | 11-08-1984            | top 3           | -            |                                                |
| Love and marriage                                             | 1991                  | 13-04-1991            | 9               | 7            | Nr. 8 in de Single Top 100 / Alarmschijf       |
| Let it snow! Let it snow! Let it snow!                        | 2013                  | -                     |                 |              | Nr. 79 in de Single Top 100                    |

| Single met hitnotering(en) in de Vlaamse Ultratop 50 | Datum van verschijnen | Datum van binnenkomst | Hoogste positie | Aantal weken | Opmerkingen                 |
| ---------------------------------------------------- | --------------------- | --------------------- | --------------- | ------------ | --------------------------- |
| Learning' the blues                                  | 1955                  | 01-09-1955            | 13              | 8            |                             |
| Same old Saturday night                              | 1955                  | 01-12-1955            | 17              | 4            |                             |
| Granada                                              | 1961                  | 01-11-1961            | 20              | 4            |                             |
| Strangers in the night                               | 1966                  | 04-06-1966            | 1(9wk)          | 18           |                             |
| That's life                                          | 1967                  | 21-01-1967            | 15              | 2            |                             |
| Somethin' stupid                                     | 1967                  | 08-04-1967            | 2               | 16           | met Nancy Sinatra           |
| The world we knew                                    | 1967                  | 26-08-1967            | 4               | 11           |                             |
| My way of life                                       | 1968                  | 28-09-1968            | 9               | 6            |                             |
| Let me try again                                     | 1974                  | 19-01-1974            | 17              | 4            | Nr. 11 in de Radio 2 Top 30 |
| I believe I'm gonna love you                         | 1975                  | 18-10-1975            | 20              | 3            | Nr. 16 in de Radio 2 Top 30 |
| Theme from New York, New York                        | 1980                  | 12-07-1980            | 3               | 11           | Nr. 2 in de Radio 2 Top 30  |
| L.A. is my lady                                      | 1984                  | 01-09-1984            | 24              | 4            | Nr. 24 in de Radio 2 Top 30 |
| Love and marriage                                    | 1991                  | 04-05-1991            | 19              | 9            | Nr. 11 in de Radio 2 Top 30 |
| I've got you under my skin                           | 1993                  | 25-12-1993            | 13              | 15           | Nr. 14 in de Radio 2 Top 30 |

### NPO Radio 2 Top 2000
| Nummers met noteringen in de NPO Radio 2 Top 2000 | '99  | '00  | '01  | '02  | '03  | '04  | '05  | '06  | '07  | '08  | '09  | '10  | '11  | '12  | '13  | '14  | '15  | '16  | '17  | '18  | '19  | '20  | '21  | '22  | '23  | '24  |
| ------------------------------------------------- | ---- | ---- | ---- | ---- | ---- | ---- | ---- | ---- | ---- | ---- | ---- | ---- | ---- | ---- | ---- | ---- | ---- | ---- | ---- | ---- | ---- | ---- | ---- | ---- | ---- | ---- |
| Fly Me to the Moon                                | 1388 | -    | 1310 | 1401 | 1054 | 934  | 1092 | 871  | 1036 | 991  | 943  | 956  | 840  | 818  | 762  | 827  | 589  | 660  | 745  | 671  | 701  | 712  | 756  | 983  | 1076 | 1099 |
| It Was a Very Good Year                           | -    | -    | -    | -    | -    | -    | 1315 | 737  | 749  | 1196 | 1021 | 898  | 638  | 1018 | 828  | 869  | 818  | 1185 | 1287 | 1299 | 1524 | 1689 | 1844 | 1998 | -    | -    |
| I've Got You Under My Skin                        | 1046 | 1174 | 1409 | 1180 | 1170 | 911  | 1152 | 1288 | 1200 | 1155 | 1248 | 1267 | 1272 | 1407 | 1244 | 1390 | 1149 | 1434 | 1726 | 1858 | -    | -    | -    | -    | -    | -    |
| My Way                                            | 115  | 449  | 377  | 331  | 422  | 412  | 423  | 308  | 363  | 353  | 459  | 444  | 404  | 387  | 368  | 407  | 373  | 359  | 340  | 371  | 308  | 306  | 307  | 329  | 343  | 335  |
| Somethin' Stupid (met Nancy Sinatra)              | 1817 | -    | -    | 1866 | 1953 | 1728 | 1775 | 1610 | -    | 1936 | -    | -    | -    | 1934 | -    | -    | -    | -    | -    | -    | -    | -    | -    | -    | -    | -    |
| Strangers in the Night                            | 721  | -    | 1314 | 1500 | 918  | 1165 | 1276 | 1277 | 1608 | 1301 | 1625 | 1612 | 1624 | 1827 | 1577 | 1800 | 1621 | 1554 | 1791 | 1995 | -    | -    | -    | -    | -    | -    |
| That's Life                                       | -    | -    | -    | -    | -    | -    | -    | -    | -    | -    | -    | -    | -    | -    | -    | -    | -    | -    | -    | 1612 | 889  | 915  | 938  | 908  | 987  | 937  |
| Theme from New York, New York                     | 474  | 998  | 1054 | 1100 | 1015 | 1040 | 951  | 1050 | 1216 | 1067 | 1215 | 1166 | 1078 | 1426 | 1258 | 1478 | 1332 | 1404 | 1500 | 1186 | 1310 | 1259 | 1429 | 1545 | 1643 | -    |

1. ↑  Een '-' betekent dat het nummer niet was genoteerd en een vetgedrukt getal geeft de hoogste notering van een nummer aan.

### Dvd's
| Dvd's met hitnoteringen in de DVD Top 30 | Datum van verschijnen | Datum van binnenkomst | Hoogste positie | Aantal weken | Opmerkingen |
| ---------------------------------------- | --------------------- | --------------------- | --------------- | ------------ | ----------- |
| All or nothing at all                    | 2015                  | 28-11-2015            | 10              | 10           |             |

## Trivia
- Zijn hele carrière werd Sinatra ervan beschuldigd contacten met de maffia en in het criminele milieu te hebben.[3][4] Sinatra werd zelfs onderzocht door de FBI voor zijn vermeende relatie met de maffia.